# Cotylea

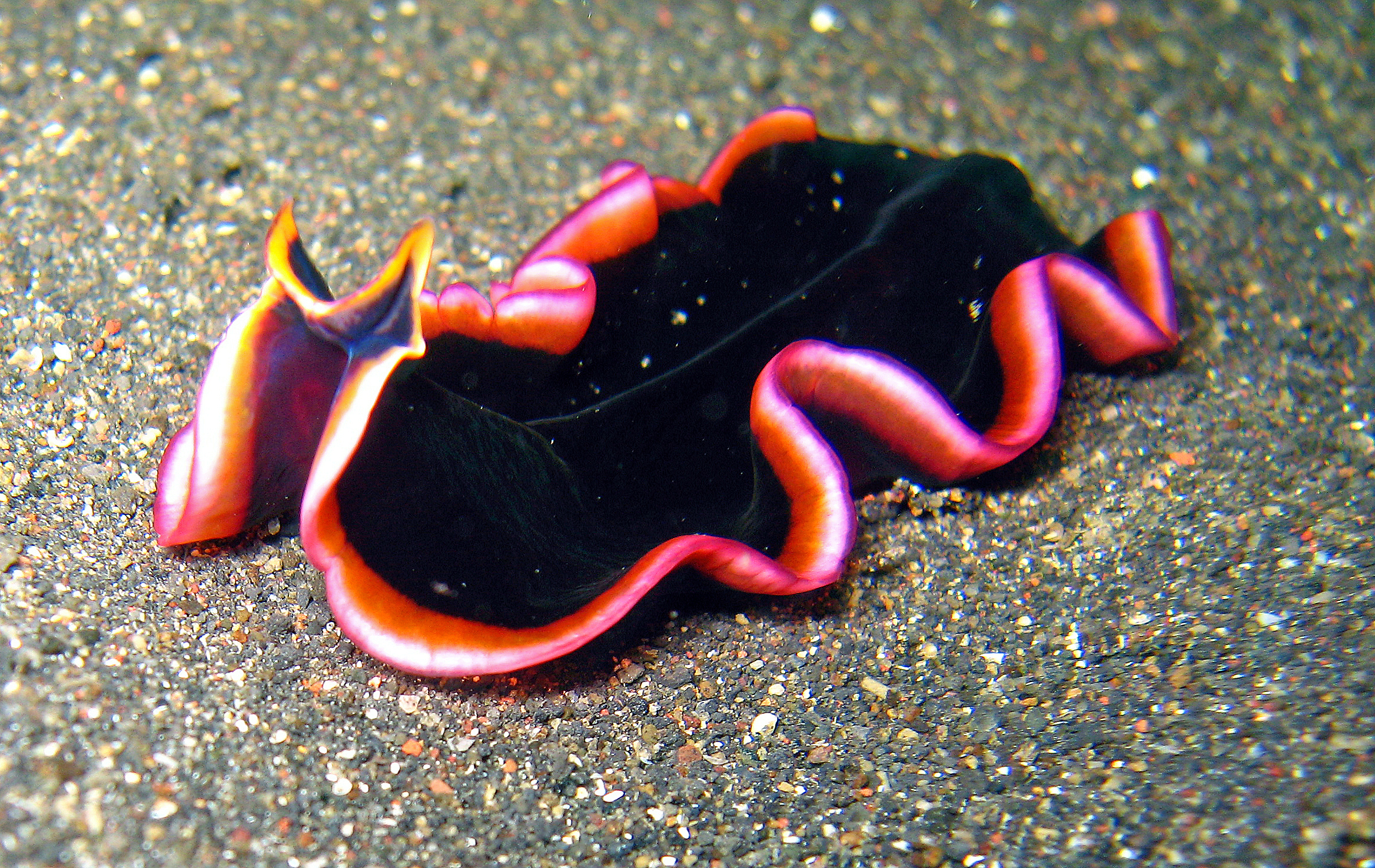
Pseudobiceros hancockanus

Cotylea é uma subordem de planários marinhos de vida-livre pertencentes à ordem Polycladida.

## Famílias
| Segundo o World Register of Marine Species (2 de abril de 2014): - super-família Ditremagenioidea Faubel, 1984 - família Ditremageniidae Palombi, 1928 - super-família Euryleptoidea Faubel, 1984 - família Euryleptidae Lang, 1884 - família Euryleptididae Faubel, 1984 - família Laidlawiidae Herzig, 1905 - família Prosthiostomidae Lang, 1884 - super-família Opisthogenioidea Faubel, 1984 - família Opisthogeniidae Palombi, 1928 - super-família Pseudocerotoidea Faubel, 1984 - família Amyellidae Faubel, 1984 - família Anonymidae Lang, 1884 - família Boniniidae Bock, 1923 - família Chromoplanidae Bock, 1922 - família Dicteroidae Faubel, 1984 - família Diposthidae Woodworth, 1898 - família Pericelidae Laidlaw, 1902 - família Pseudocerotidae Lang, 1884 - família Stylochoididae Bock, 1913 | Segundo a classificação de Faubel : - Ditremagenioidea Palombi, 1928 - Ditremageniidae Palombi, 1928 - Euryleptoidea Lang, 1884 - Euryleptidae Lang, 1884 - Euryleptididae Faubel, 1984 - Laidlawiidae Herzig, 1905 - Prosthiostomidae Lang, 1884 - Opisthogenioidea Palombi, 1928 - Opisthogeniidae Palombi, 1928 - Pseudocerotoidea Lang, 1884 - Amyellidae Faubel, 1984 - Anonymidae Lang, 1884 - Boniniidae Bock, 1923 - Chromoplanidae Bock, 1922 - Diposthidae Woodworth, 1898 - Pericelidae Laidlaw, 1902 - Pseudocerotidae Lang, 1884 - Stylochoididae Bock, 1913 |